# منشأة عبد الله
قرية منشاة عبد الله هي إحدى القرى التابعة لمركز الفيوم في محافظة الفيوم في جمهورية مصر العربية. حسب إحصاءات سنة 2006، بلغ إجمالي السكان في منشاة عبد الله 14656 نسمة، منهم 7607 رجل و7049 امرأة.